# Aricia morronensis
Aricia morronensis är en fjärilsart som beskrevs av Ribbe 1910. Aricia morronensis ingår i släktet Aricia och familjen juvelvingar. IUCN kategoriserar arten globalt som livskraftig. Inga underarter finns listade i Catalogue of Life.

## Bildgalleri

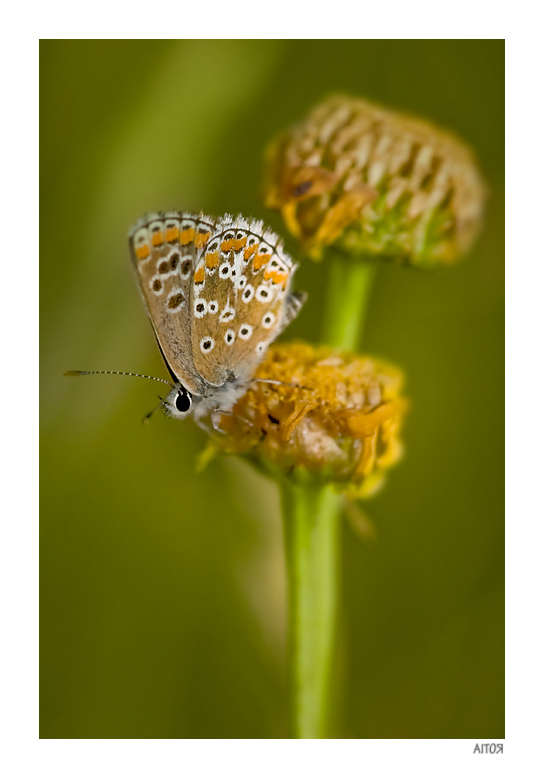